# Pływanie na otwartym akwenie na Mistrzostwach Świata w Pływaniu 2013
Pływanie na otwartym akwenie na Mistrzostwach Świata w Pływaniu 2013 odbywało się między 20 a 27 lipca 2013 w Porcie Vell w Barcelonie.

## Medaliści

### Mężczyźni
| Konkurencja       | 1. miejsce        | 1. miejsce | 2. miejsce     | 2. miejsce | 3. miejsce        | 3. miejsce |
| Konkurencja       | Zawodnik          | Czas       | Zawodnik       | Czas       | Zawodnik          | Czas       |
| 5 km (szczegóły)  | Oussama Mellouli  | 53:30,4    | Eric Hedlin    | 53:49,3    | Thomas Lurz       | 53:51,0    |
| 10 km (szczegóły) | Spiridon Janiotis | 1:49:11,8  | Thomas Lurz    | 1:49:14,5  | Oussama Mellouli  | 1:49:19,2  |
| 25 km (szczegóły) | Thomas Lurz       | 4:47:27,0  | Brian Ryckeman | 4:47:27,4  | Jewgienij Dratcew | 4:47:28,1  |

### Kobiety
| Konkurencja       | 1. miejsce       | 1. miejsce | 2. miejsce        | 2. miejsce | 3. miejsce        | 3. miejsce |
| Konkurencja       | Zawodniczka      | Czas       | Zawodniczka       | Czas       | Zawodniczka       | Czas       |
| 5 km (szczegóły)  | Haley Anderson   | 56:34,2    | Poliana Okimoto   | 56:34,4    | Ana Marcela Cunha | 56:44,4    |
| 10 km (szczegóły) | Poliana Okimoto  | 1:58:19,2  | Ana Marcela Cunha | 1:58:19,5  | Angela Maurer     | 1:58:20,2  |
| 25 km (szczegóły) | Martina Grimaldi | 5:07:19,7  | Angela Maurer     | 5:07:19,8  | Eva Fabian        | 5:07:20,4  |

### Zespół
| Konkurencja        | 1. miejsce                                                 | 1. miejsce | 2. miejsce                                                         | 2. miejsce | 3. miejsce                                                   | 3. miejsce |
| Konkurencja        | Zawodnicy                                                  | Czas       | Zawodnicy                                                          | Czas       | Zawodnicy                                                    | Czas       |
| Zespół (szczegóły) | Niemcy · Thomas Lurz · Christian Reichert · Isabelle Härle | 52:54,9    | Grecja · Antonios Fokaidis · Spiridon Janiotis · Kalliopi Araouzou | 54:03,3    | Brazylia · Luiz Arapiraca · Samuel de Bona · Poliana Okimoto | 54:03,5    |

## Klasyfikacja medalowa
| Miejsce | Państwo           | Złoto | Srebro | Brąz | Razem |
| ------- | ----------------- | ----- | ------ | ---- | ----- |
| 1.      | Niemcy            | 2     | 2      | 2    | 6     |
| 2.      | Brazylia          | 1     | 2      | 2    | 5     |
| 3.      | Grecja            | 1     | 1      | 0    | 2     |
| 4.      | Tunezja           | 1     | 0      | 1    | 2     |
| 4.      | Stany Zjednoczone | 1     | 0      | 1    | 2     |
| 6.      | Włochy            | 1     | 0      | 0    | 1     |
| 7.      | Belgia            | 0     | 1      | 0    | 1     |
| 7.      | Kanada            | 0     | 1      | 0    | 1     |
| 9.      | Rosja             | 0     | 0      | 1    | 1     |